# Robert Tappan Morris

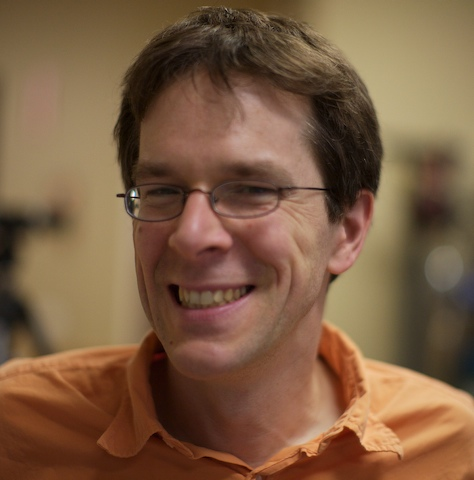
Robert Tappan Morris (2004)

Robert Tappan Morris (* 8. November 1965) ist ein US-amerikanischer Informatiker. Seit 1999 ist er Professor am Massachusetts Institute of Technology (MIT). Bekannt wurde er 1989 als Autor des ersten Internet-Computerwurms.

## Leben

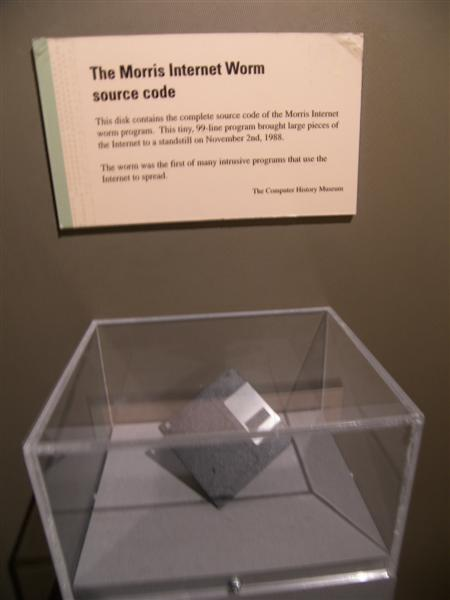
Eine Diskette mit dem Sourcecode von Morris (ausgestellt im Computer History Museum)

Morris studierte an der Harvard University mit dem Bachelor-Abschluss 1987 und danach an der Cornell University.
Er erlangte als Student einen Bekanntheitsgrad durch die Programmierung des ersten Computerwurms, der sich im Internet weit ausbreitete, als er ihn am 2. November 1988 losließ. Sein Vater Robert H. Morris war zu dieser Zeit Leiter des zur National Security Agency (NSA) gehörenden National Computer Security Centers.
Nach seinem Informatikstudium gründete Morris 1995 mit Paul Graham das Softwareunternehmen Viaweb für den Aufbau von Onlineshops, das sie 1998 für 49 Millionen Dollar an Yahoo verkauften. Er promovierte (Thema: Scalable TCP Congestion Control) 1999 an der Harvard University bei H. T. Kung, wurde im selben Jahr Professor am MIT und hat dort seit 2006 eine Festanstellung (tenure) inne. Zusammen mit Paul Graham, Trevor Blackwell und Jessica Livingston gründete er 2006 das Gründerzentrum Y Combinator. 2010 wurde Morris mit dem Mark Weiser Award ausgezeichnet.
2015 wurde er Fellow der Association for Computing Machinery (ACM).
2019 wurde Robert Morris in die National Academy of Engineering gewählt.

## Verurteilung
Während seines Studiums an der Cornell University wurde er am 26. Juli 1989 als Freisetzer des Morris-Wurms identifiziert. Der Wurm verbreitete sich rasant, so dass er bis zu zehn Prozent des damaligen Internetverkehrs verursachte. Morris wurde am 22. Januar 1990 schuldig gesprochen und als direkte Folge für ein Jahr von der Universität ausgeschlossen. Das Strafmaß wurde später bekanntgegeben, er wurde zu einer dreijährigen Bewährungsstrafe, 400 Stunden sozialer Arbeit und 10.050 US-Dollar Geldstrafe verurteilt. Weiterhin trug Morris die Gerichtskosten in Höhe von etwa 150.000 US-Dollar.
Robert Morris war damit auch die erste Person, die nach dem 1986 erlassenen Computer Fraud and Abuse Act verurteilt wurde.